# Burocracia de nível de rua
Os burocratas de nível de rua (BNRs), ou trabalhadores da linha de frente, são encarregados do serviço público que interagem diretamente com os cidadãos para implementar políticas públicas. A literatura de políticas públicas ressalta a importância desses agentes na implementação das políticas públicas.

## Origem e características
Em 1969, o conceito foi criado por Michael Lipsky, mais tarde aprofundado em sua obra Street-Level Bureaucracy: Dilemmas of the Individual in Public Services.
Lipsky enfatiza que os burocratas de nível de rua são os agentes públicos responsáveis pelo contato direto entre o Estado e os cidadãos, permitindo que a população acesse os serviços públicos de forma indireta. É por meio deles que a população acessa a administração pública, o que pode ser exemplificado pela metáfora da sociologia do guichê: é na pequena abertura do guichê que ocorre a interação entre o Estado e a sociedade. São gatekeepers, pois controlam o acesso dos cidadãos ao Estado. Dessa forma, sua atuação molda a percepção da população sobre as políticas públicas e a própria administração pública.
Esses profissionais desempenham um papel fundamental na prestação de serviços públicos, atuando como mediadores entre policymakers (ou fazedores de política) e os cidadãos para a entrega de uma política. Além de aplicar normas, eles também exercem influência sobre a formulação das políticas, pois suas decisões podem redefinir como essas são aplicadas na prática, atuando como os próprios policymakers.
São o foco da controvérsia política, pois são pressionados por demandas de serviço que exigem aumento de eficiência e responsividade, enquanto cidadãos demandam atendimento individualizado e resolutivo. Essa dualidade gera dilemas éticos e operacionais, especialmente em contextos de escassez de recursos e alta demanda por serviços públicos.
A burocracia de nível de rua integra a fase de implementação no ciclo das políticas públicas, iluminando a agência do trabalhador na implementação de uma política. Assim, os burocratas de nível de rua possuem certa margem de liberdade e relativa autonomia organizacional ao desempenhar suas funções. Isso significa que eles tomam decisões cotidianas que afetam diretamente a forma como as políticas públicas são aplicadas e percebidas pela população. Esse nível de autonomia os diferencia de outros trabalhadores da administração pública, pois suas interações e julgamentos podem impactar significativamente o acesso aos direitos e serviços públicos.

## Atuação dos burocratas de nível de rua
Diversos profissionais do setor público podem ser classificados como burocratas de nível de rua, incluindo agentes comunitários de saúde, policiais, assistentes sociais, professores, policiais penais, fiscais do trabalho, etc.
Os BNRs exercem diversas funções fundamentais, entre elas:
- Converter demandas individuais em categorias preexistentes nas políticas públicas, por meio de interpretações que influenciam diretamente a alocação de benefícios e sanções.
- Distribuir benefícios e sanções, afetando diretamente o bem-estar dos cidadãos.
- Estruturar o contexto da interação, determinando quando e sob quais circunstâncias ocorrerá.
- Ensinar os cidadãos a interagir com o sistema público, ou seja, orientar sobre procedimentos, normas de comportamento esperadas, penalidades e formas de acessar informações.
- Gerenciar conflitos entre demandas institucionais e necessidades individuais dos cidadãos.
- Atuar exercendo discricionariedade.

## Relevância e impacto
Pesquisas sobre esse tipo de burocracia destacam a importância das decisões tomadas por esses profissionais, pois são eles que, na prática, determinam o acesso a direitos e benefícios: "é por meio deles que os direitos são, ou não, adquiridos, que a eficiência é, ou não, conquistada, que as desigualdades são, ou não, reduzidas". A forma como desempenham suas funções pode reforçar desigualdades estruturais ou promover maior equidade na prestação de serviços públicos. Assim, para além de implementar políticas, a burocracia de nível de rua influencia seus impactos e efetividade, tornando esses profissionais agentes fundamentais na concretização (ou limitação) dos direitos sociais.